# Mugere (vattendrag i Burundi)
Mugere är ett vattendrag i Burundi. Det ligger i den västra delen av landet, 12 kilometer söder om huvudstaden Bujumbura.
Runt Mugere är det tätbefolkat, med 530 invånare per kvadratkilometer.